# 红枝卷柏
红枝卷柏（学名：Selaginella sanguinolenta）为卷柏科卷柏属下的一个种。

## 扩展阅读
- 維基物種上的相關：红枝卷柏